# Distrikt Quilmaná
Der Distrikt Quilmaná liegt in der Provinz Cañete in der Region Lima im zentralen Westen Perus. Der Distrikt wurde am 15. September 1944 gegründet. Er hat eine Fläche von 437,4 km². Beim Zensus 2017 lebten 16.091 Einwohner im Distrikt. Im Jahr 1993 betrug die Einwohnerzahl 11.123, im Jahr 2007 13.663. Verwaltungssitz ist die 13 m hoch gelegene Stadt Quilmaná mit 10.638 Einwohnern (Stand 2017).

## Geographische Lage
Der Distrikt Quilmaná befindet sich im Hinterland der Pazifikküste im Süden der Provinz Cañete. Der Distrikt liegt an der Westflanke der peruanischen Westkordillere. Er reicht bis zu etwa 7 km an die Pazifikküste heran. Das Bergland und die Hänge sind karg mit Wüstenvegetation. Lediglich im Tiefland wird bewässerte Landwirtschaft betrieben. 
Der Distrikt Quilmaná grenzt im Westen an die Distrikte Cerro Azul und Asia, im Norden an den Distrikt Distrikt Coayllo, im Nordosten an den Distrikt Tauripampa, im Osten an den Distrikt Nuevo Imperial sowie im Süden an den Distrikt Imperial.